# Kenneth D. Collins
Kenneth Darlingston Collins, né le 12 août 1939 à Hamilton (Lanarkshire), est un homme politique écossais qui est membre du Parlement européen et président de l'Agence écossaise de protection de l'environnement.

## Biographie
Collins est né à Hamilton, dans le Lanarkshire, en Écosse et fait ses études à l'ancienne Académie d'Hamilton. Il étudie ensuite à l'Université de Glasgow et à l'Université de Strathclyde, obtenant un bachelor et un master.

### Début de carrière
À sa sortie de l'université, Collins travaille comme responsable de la planification des autorités locales et donne des conférences à la Glasgow School of Art et au Paisley College of Technology, avant d'être élu membre du conseil municipal et de district d'East Kilbride (1973-1979) et du conseil du comté de Lanark (1973-1979). De 1976 à 1979, Collins est également membre de la East Kilbride Development Corporation et, de 1974 à 1976, président du North East Glasgow Children's Panel.

### Parlement européen et Agence écossaise de protection de l'environnement
En 1979, Ken Collins est élu député européen, exerçant les fonctions de chef adjoint du groupe travailliste britannique au Parlement européen de 1979 à 1984 et de président de la commission de l'environnement du Parlement européen de 1979 à 1984, de vice-président de 1984 à 1987 et à nouveau en tant que président de 1989 à 1999. Collins est également porte-parole du groupe socialiste sur l'environnement, la santé publique et la protection des consommateurs au Parlement européen de 1984 à 1989.
En 1999, Ken Collins est nommé président de l' Agence écossaise de protection de l'environnement (SEPA), puis reconduit en 2004, occupant le poste jusqu'en décembre 2007.